# Andoni Goikoetxea
Goiko, właśc. Andoni Goikoetxea Olaskoaga (ur. 23 maja 1956 w Vizcaya) – hiszpański piłkarz narodowości baskijskiej, reprezentant Hiszpanii, trener.

## Kariera
Karierę zaczynał w małym klubie Arbuyo, by w 1974 r. przejść do Athleticu Bilbao. Zadebiutował w 1975 r. w meczu z UD Salamanca. Goiko, wraz z takimi piłkarzami jak Andoni Zubizarreta, Danim, był podstawowym piłkarzem drużyny z Bilbao, z którą odniósł największe sukcesy w swojej karierze. Rozegrał w tym klubie 369 spotkań zdobywając 44 gole. W 1987 r. odszedł do Atlético Madryt, gdzie grał do 1990 r., kiedy zakończył karierę.
Ze względu na swoją ostrą, a niekiedy wręcz brutalną grę, zyskał sobie przydomek Rzeźnik z Bilbao. Do historii przeszedł jego faul na Diego Maradonie w czasie meczu z Barceloną, po którym argentyński gracz doznał poważnej kontuzji.
W reprezentacji Hiszpanii zadebiutował w 1983 r. i rozegrał 39 spotkań, strzelając cztery gole. Grał na ME 1984 i MŚ 1986.
Po zakończeniu kariery piłkarskiej zaczął pracować jako trener. Trenował m.in. UD Salamanca, Rayo Vallecano, SD Compostela, Numancia Soria czy Racing Santander. Z Salamancą wywalczył awans do I ligi w 1996.